# Jablonné v Podještědí
Jablonné v Podještědí (in tedesco Deutsch-Gabel) è una città della Repubblica Ceca facente parte del distretto di Liberec, nella regione omonima.

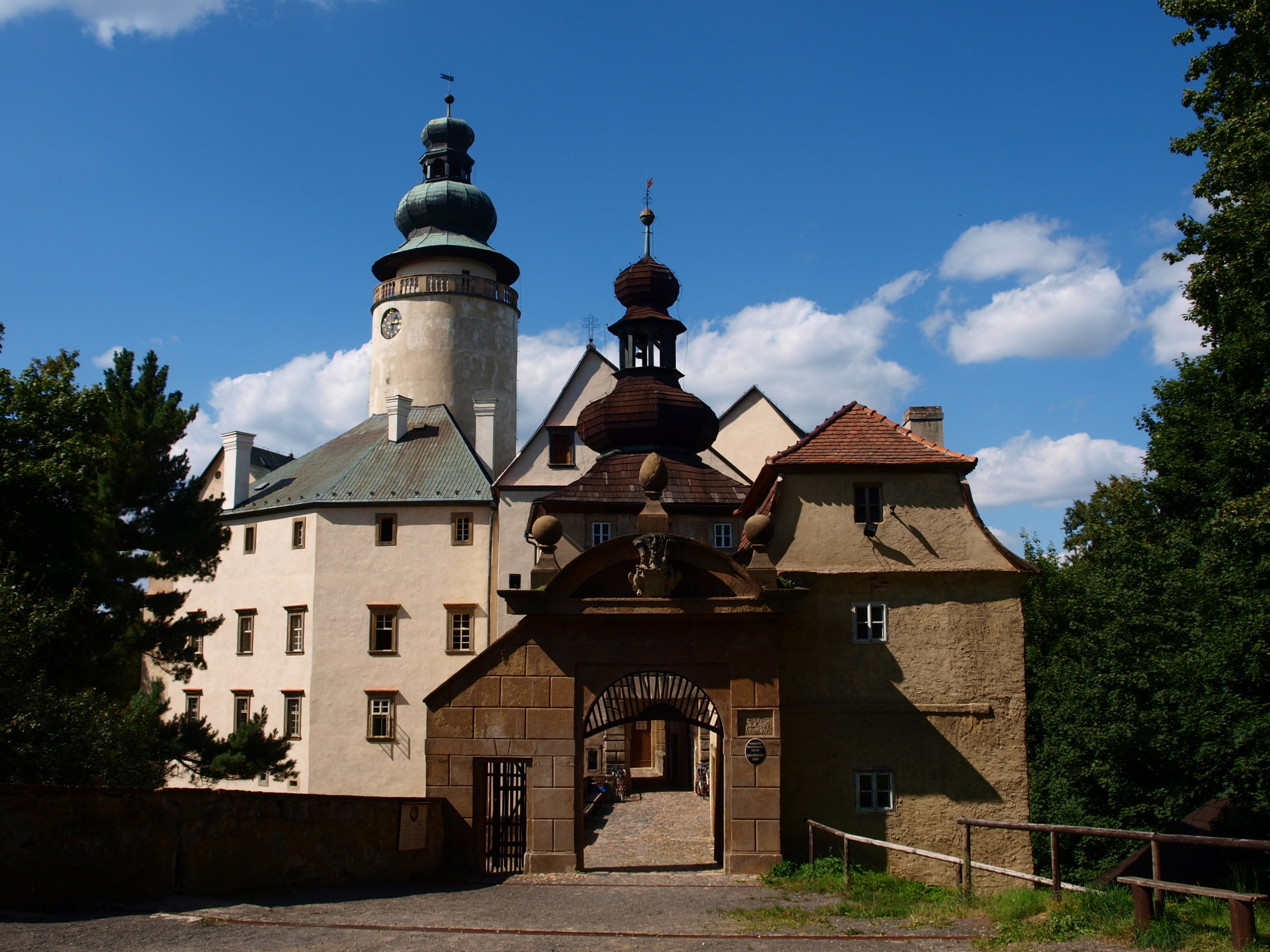
L'ingresso al castello

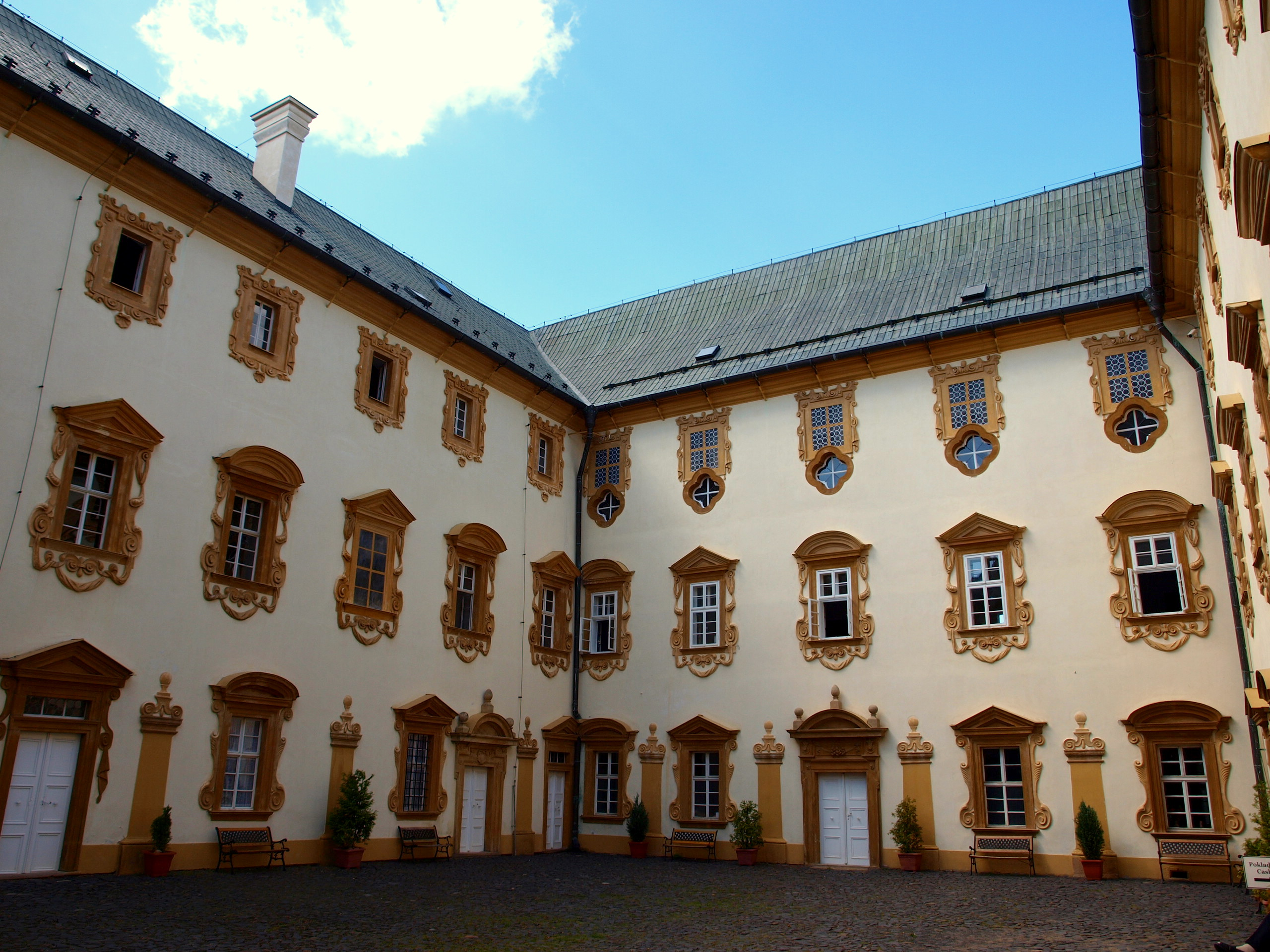
La corte interna

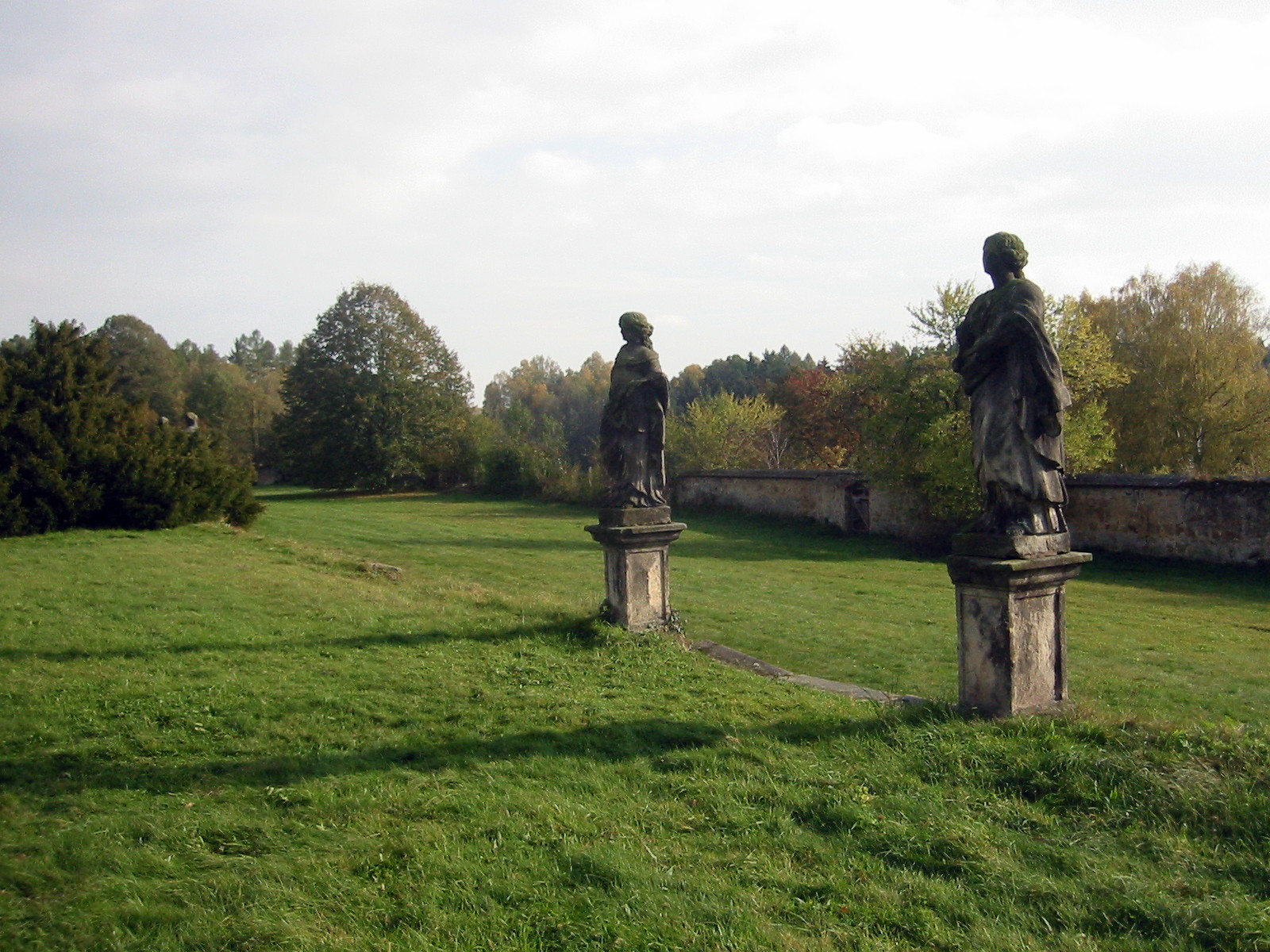
Veduta dei giardini

## Il castello di Lemberk
Nei pressi della città, nella frazione di Lvová, sorge il castello di Lemberk (in tedesco Schloss Lämberg).
In origine era una fortezza medievale della nobile famiglia boema dei Markvatici.  Il luogo è molto legato alla memoria di santa Zdislava, che visse nel castello dopo il suo matrimonio con un nobile locale.
L'aspetto attuale del castello, in stile barocco, si deve ai rinnovamenti effettuati negli anni 1660-1680.
Gli interni raccolgono un'esposizione di arredi barocchi dei secoli XVII-XVIII, le cucine e la cappella, intitolata allo Spirito Santo.
A partire dal 1982 il sito è stato reso accessibile al pubblico.  Il castello ospita anche una mostra permanente di vetro artistico moderno, con opere di eminenti artisti vetrai di tutto il mondo.